# Witbaardlangoer
De Witbaardlangoer (Semnopithecus vetulus) is een zoogdier uit de familie van de apen van de Oude Wereld (Cercopithecidae). De wetenschappelijke naam van de soort werd voor het eerst geldig gepubliceerd door Erxleben in 1777.

## Voorkomen
De soort komt voor in Sri Lanka.